# Pension Lepitre
La Pension Lepitre est une pension éducative parisienne créée à la fin du XVIIIe siècle à Paris par Jacques François Lepitre et qui perdura jusqu'au milieu du XIXe siècle.

## Histoire et fonctionnement
Jacques François Lepitre (ou Le Pître) a 22 ans quand il ouvre en 1786 une pension ou maison d'éducation particulière pour garçons, au no 168, rue Saint-Jacques dans le quartier latin, à Paris. Cette entreprise, qui est régie par peu de règles administratives avant le Consulat, est destinée a accueillir des élèves dont les familles ont les moyens de faire suivre des cours d'aide complémentaires à leurs enfants ou encore à les héberger près de leur collège s'ils habitent loin de Paris. Il y a à cette époque un grand nombre de ce genre d'officine dans Paris, en 1806, on en recensait 76. La pension Lepitre survit à la Révolution française qui en a fait fermer un grand nombre et en 1804 Lepitre achète l'Hôtel de Joyeuse au 37-39 rue de Turenne où il s'installe car sa pension comportait de nombreux élèves du lycée Charlemagne tout proche. Alors que Lepitre exerce comme professeur de rhétorique au collège de Rouen, elle devient la pension Guillet-Lepître, sous la direction d’Isidore Guillet. La pension reste florissante et jouit d'une très bonne réputation, jusqu'en 1823, deux ans près la mort du fondateur, quand les bâtiments de la rue de Turenne sont vendus.

## Élèves célèbres
- Victor Cousin de 1805 à 1810.
- Honoré de Balzac en 1815.